# Meritxell
Meritxell è un villaggio di Andorra, nella parte centro-meridionale della parrocchia di Canillo con 69 abitanti (dato 2010).
Qui si trova il santuario di Nostra Signora di Meritxell, opera dedicata alla santa padrona della nazione, raffigurata in una statua del XII secolo andata perduta in un incendio nel 1972 e sostituita da una copia, collocata nella cappella.